# سانتا سورینا
سانتا سورینا (به ایتالیایی: Santa Severina) یک کومونه در ایتالیا است که در استان کروتون واقع شده‌است.

## خصوصیات
سانتا سورینا ۵۱ کیلومترمربع مساحت و ۲٬۳۲۶ نفر جمعیت دارد و ۳۵۰ متر بالاتر از سطح دریا واقع شده‌است.

## خواهرخوانده
شهر منگلیا خواهرخواندهٔ سانتا سورینا هست.